# Ronde van Italië 2021/Twaalfde etappe
De twaalfde etappe van de Ronde van Italië 2021 werd verreden op 20 mei van Siena naar Bagno di Romagna. Het betrof een etappe over 209 kilometer. Net als in eerdere etappes kreeg de vroege vlucht de ruimte om voor de etappezege te gaan. Na een mooi spel was Andrea Vendrame de beste van vier overgebleven vluchters. Egan Bernal bleef leider.
| Siena – Bagno di Romagna (209,0 km) |                       |                                    |          |
| Plaats                              | Naam                  | Ploeg                              | Tijd     |
| 1                                   | Andrea Vendrame       | AG2R-Citroën                       | 5u43'48" |
| 2                                   | Chris Hamilton        | Team DSM                           | z.t.     |
| 3                                   | George Bennett        | Team Jumbo-Visma                   | + 15"    |
| 4                                   | Gianluca Brambilla    | Trek-Segafredo                     | z.t.     |
| 5                                   | Giovanni Visconti     | Bardiani-CSF-Faizanè               | + 1'12"  |
| 6                                   | Geoffrey Bouchard     | AG2R-Citroën                       | + 1'25"  |
| 7                                   | Nicolas Edet          | Cofidis                            | + 1'47"  |
| 8                                   | Simone Petilli        | Intermarché-Wanty-Gobert Matériaux | z.t.     |
| 9                                   | Mikkel Frølich Honoré | Deceuninck–Quick-Step              | + 3'00"  |
| 10                                  | Simone Ravanelli      | Androni Giocattoli-Sidermec        | + 4'19"  |
|                                     |                       |                                    |          |
| 11                                  | Dries De Bondt        | Alpecin-Fenix                      | + 7'07"  |
| 20                                  | Koen Bouwman          | Team Jumbo-Visma                   | + 10'14" |

| Algemeen klassement |                  |                       |           |
| Plaats              | Naam             | Ploeg                 | Tijd      |
| Roze trui           | Egan Bernal      | INEOS Grenadiers      | 48u29'23" |
| 2                   | Aleksandr Vlasov | Astana-Premier Tech   | + 45"     |
| 3                   | Damiano Caruso   | Bahrain-Victorious    | + 1'12"   |
| 4                   | Hugh Carthy      | EF Education-Nippo    | + 1'17"   |
| 5                   | Simon Yates      | Team BikeExchange     | + 1'22"   |
| 6                   | Emanuel Buchmann | BORA-hansgrohe        | + 1'50"   |
| 7                   | Remco Evenepoel  | Deceuninck–Quick-Step | + 2'22"   |
| 8                   | Giulio Ciccone   | Trek-Segafredo        | + 2'24"   |
| 9                   | Tobias Foss      | Team Jumbo-Visma      | + 2'49"   |
| 10                  | Daniel Martínez  | INEOS Grenadiers      | + 3'15"   |
|                     |                  |                       |           |
| 24                  | Koen Bouwman     | Team Jumbo-Visma      | + 13'19"  |

## Opgaves
- Alessandro De Marchi (Israel Start-Up Nation): Opgave vanwege een gebroken sleutelbeen, zes gebroken ribben en een gebroken ruggenwervel bij een val
- Alex Dowsett (Israel Start-Up Nation): Opgave tijdens de etappe wegens maagproblemen
- Kobe Goossens (Lotto Soudal): Opgave wegens een val
- Gino Mäder (Bahrain-Victorious): Opgave wegens een val in zowel de elfde als de twaalfde etappe
- Fausto Masnada (Deceuninck–Quick-Step): Opgave tijdens de etappe vanwege een peesontsteking in de knie
- Marc Soler (Movistar Team): Opgave wegens een val

1e etappe ·
2e etappe ·
3e etappe ·
4e etappe ·
5e etappe ·
6e etappe ·
7e etappe ·
8e etappe ·
9e etappe ·
10e etappe ·
11e etappe ·
12e etappe ·
13e etappe ·
14e etappe ·
15e etappe ·
16e etappe ·
17e etappe ·
18e etappe ·
19e etappe ·
20e etappe ·
21e etappe
Startlijst · Eindstanden · Afbeeldingen